# World Games 2005/Beachhandball/Kader
Die Kaderlisten zum Beachhandball bei den World Games 2005 sind eine Unterseite zum Hauptartikel. Auf ihr werden die teilnehmenden Spieler und gegebenenfalls weiterführende Informationen und zusätzliche Angaben etwa zu Trainern und Betreuern gesammelt.

## Frauen

### Brasilien
- Cinthya Pires Militão (Handebol Clube da Paraíba)
- Darlene Silva Soares (Handebol Clube da ParaíbaPB)
- Edna Márcia da Silva Costa (São Paulo FC / Esporte Guarulhos)
- Emanuelle Moreira Lima (Handebol Clube da Paraíba)
- Idalina Borges Mesquita (CE Mauá / Universo / PM São Gonçalo)
- Jerusa Ferreira Dias (CE Mauá / Universo / PM São Gonçalo)
- Maria José Batista de Sales (CE Mauá / Universo / PM São GonçaloRJ)
- Marjory Karoline dos Santos (AE Giorama / FME Itajaí)
- Mayssa Raquel de Oliveira Pessoa (Handebol Clube da Paraíba)
- Taissi Santos da Costa (AE Giorama / FME Itajaí – SC)

Ersatz:
- Chana Masson (FCK Håndbold – DNK)
- Fabiana Diniz (CE Mauá / Universo / PM São Gonçalo – RJ)

### Deutschland
- Katrin Bührmann (12.08.1976)
- Janice Fleischer (06.09.1978)
- Daniela Hannemann (27.02.1979)
- Katarina Hartenstein (21.03.1971)
- Franziska Heinz (21.11.1972)
- Janin Hetzer (02.09.1975)
- Renate Hodak (23.12.1972)
- Isabella Karinscheck (05.05.1984)
- Anja Reiner (22.12.1982)
- Birte Tesch (13.11.1976)

Ersatz:
- Laura Denk (18.07.1986)
- Yvonne Remest-Eckardt (26.08.1975)

Stab:
- Chefcoach: Andrea Leiding (08.09.1971)
- Co-Trainer: Heike Nitzsche (05.05.1969)

### Italien
- Carolina Balsanti (07-09-88; G.S. Mezzocorona)
- Elena Barani (14-06-78; HC Flogarden Sassari)
- Lorena Bassi (16-12-74; H.F. Teramo)
- Tonia Cucca (20-10-80; HC Flogarden Sassari)
- Gyongyi Demeny (02-06-74; Pallamano Vigasio)
- Adele De Santis (19-10-74; HC Flogarden Sassari)
- Pamela Gianfelici (06-01-77; H.F. Teramo)
- Carmen Onnis (20-12-81; HC Flogarden Sassari)
- Luana Pistelli (09-04-75; HC Flogarden Sassari)
- Daniela Sposi (20-01-80; HC Teramo 2002)

Ersatz:
- Luana Morreale (25-06-85; ASH EOS Siracusa)
- Chiara Usai (30-03-87; H. Pelplast Salerno)

### Japan
- Iguchi
- Ito
- Sonobe
- Ukai
- Sakaguchi
- Yamamoto
- Umeda
- Kawabata

vollständige Namen nicht bekannt; Kader eventuell nicht vollständig

### Kroatien
- 1 Sonja Basić
- 2 Martina Krajinović
- 3 Snježana Botica
- 4 Una Gajić
- 5 Marina Bazzeo
- 6 Lidija Radovanić
- 7 Nikica Pušić
- 8 Filipa Ackar
- 9 Vlatka Šamarinec
- 10 Mara Vidović

Ersatz:
- Andreja Čubranić
- Mateja Janes
- Martina Vuković

Stab:
- Trainer: Mateja Brezić
- Co-Trainer: Hrvoje Stipanović
- Betreuer: Zdenko Pezić

### Russland
- 1 Olga Adzhigerskaya
- 2 Yana Vasilyeva
- 3 Maya Kaverina
- 5 Natalia Evtuhova
- 6 Olga Vorona
- 7 Natalia Sokirkina
- 9 Elena Tcherni
- 10 Natalia Tormozova
- 11 Yulia Lukyanenko

Ersatz:
- Anna Ignatchenko
- Tatiana Lavrenyuk
- Svetlana Poltorackaya
- Svetlana Pechenzhieva
- Natalia Termeleva
- Marina Yarceva
- Lidiya Skorlikova
- Irina Svekolkina
- Alexandra Sutnikova
- Galina Gabisova
- Anastasia Sinicina

Stab:
- Trainer: Sergey Belitskiy
- Co-Trainer: Vladimir Kiacho
- Betreuer: Vladimir Podkolzine, Anton Revenko

### Türkei
- Öznur Müge Alp (Havelsan SPK)
- Yeliz Yılmaz (Havelsan SPK)
- Senar Yeşilbayı (Havelsan SPK)
- Serpil İskenderoğlu (Esk. Anad Üní SK)
- Güneş Atabay (Tekel SPK)
- Serpil Soylu (Tekel SPK)
- Sibel Karausta (Tekel SPK)
- Sevilay İmamoğlu (Üsküdar Belediyesi SK)
- Esra Yümer Önal
- Çiğdem Özcan

Ersatz:
- Neslihan Toper (Aydın)
- Yeliz Özel (Makedonya)
- Ceren Üstün (Havelsan SPK)
- Gonca Nahcıvanlı (Esk. Anad Üní SK)
- Çağla Yaman (Üsküdar Belediyesi SK)
- Duygu Aydoğdu (T.R.T. SK)
- Jale Arslan (T.R.T. SK)
- Elif Köse (Antalya Akademi SK)
- Sinem Hoşgör (Antalya Akademi SK)
- Çiğdem Biçer (Trabzon Belediyesi SK)
- Sevda Akbulut (T.M.O. SPK)
- İlke Şen (İzmir Büyükşehir Belediyesi SK)
- Ebru Akıncı (Eskişehir Osmangazi Üniversitesi SK)

### Ungarn
- Ildikó Megyes (TW)
- Rita Pásztor (TW)
- Judit Pavelekné Kovács
- Beatrix Simonné Hingyi
- Melinda Szélesi
- Barbara Ács
- Renáta Augusztné Kévés
- Piroska Balogh
- Ágnes Kocsis
- Brigitta Varga

## Männer

### Ägypten
- 3 Amer Mohamed
- 4 Hassan Awad
- 5 Said Hussein
- 6 Ashraf Abd El Rahman
- 7 Hani Ramadan
- 8 Ihab Mohsen
- 9 Wael Aly
- 15 Essam Younes
- 16 Waalid Abd El Maksoud
- 2× Hamdi Abd El Fatah

Stab:
- Trainer: Erfan Bedir
- Co-Trainer: Ali Khaled
- Betreuer: Shaaban Elanwar

### Bahrain
- 1 Taisheer Mahassan Yousif
- 2 Jassim Mohamed Abdulrehman
- 3 Fahad Jassim Hassan Ahmed
- 5 Ahmed Abdulhussain Salman
- 7 Abdullah Ali Ahmed Salman
- 8 Raed Abdullaziz Abdullah
- 9 Fadhel Abulla Shamsan Habib
- 10 Mohamed Abdulhadi Ali
- 11 Ahmed Saeed Jasim Mahamed
- 16 Hisham Abdulameer Abdulwahab

Stab:
- Trainer: Waheed Ibrahim Abdullah Ali
- Co-Trainer: Issam Abdullah Ali
- Betreuer: Adel Abdulkareem Abdulraheem

### Brasilien
- Alexandre Folhas (Gaeta Sporting Clube)
- Arlindo Luiz Fagundes (Clube Recreativo Chapecoense)
- César Stelzner de Lima (Adeblu)
- Cyrillo Rocha de Paula Avelino (Universo)
- Fábio Dias dos Santos (Ipatinga / Aspas / 7 de Outubro)
- Flávio Cassilatti (Rio de Janeiro Handebol Clube)
- Gerson Clademir da Silva (Clube Recreativo Chapecoense)
- Gil Vicente de Paes Pires (Universo)
- Jarison Ribeiro Pereira (Fortaleza EC / Cefet)
- Winglitton Rocha Barros (Metodista / São Bernardo).

Ersatz:
- Bruno Bezerra de Menezes Souza (Frisch Auf Göppingen – DEU)
- Ivan Bruno Mazziero (Metodista / São Bernardo – SP)
- Jaccidey Cavalcante Oliveira (Clube Português do Recife – PE)

### Deutschland
- 1 Konrad Bansa (TW) (TSG Münster)
- 2 Dominik Hasenwinkel (Sandmans Leverkusen)
- 3 Thomas Ott (SG Herrenberg)
- 4 Dennis Wilke (SG Herrenberg)
- 5 Carsten Dietrich (Minden / Sand Devils)
- 6 Matthias Mauch (TSG Münster)
- 7 Thomas Mauch (TSG Münster)
- 8 Nico Kiener (SG Herrenberg)
- 9 Markus Südmeier (Minden / Sand Devils)
- 12 Kai Bierbaum (TW) (Minden / Sand Devils)

Trainer: Alex Gehrer

### Kroatien
- 3 Andro Vladušić
- 5 Matija Černetić
- 6 Sandro Uvodić
- 8 Tomislav Sladoljev
- 9 Anto Koroljević
- 10 Hrvoje Biuklić
- 11 Luka Pejčić
- 12 Trpimir Petrač
- 18 Tomislav Mesarov
- 20 Davor Rokavec

Ersatz:
- Ivo Nedić
- Mario Obad
- Hrvoje Turković

Stab:
- Trainer: Zlatko Belančić
- Co-Trainer: Siniša Ostoić

### Russland
- Mikhail Izmailov
- Aleksey Pshenichniy
- Sergey Predybailov
- Aleksey Egov
- Evgeny Zotin
- Vladimir Poletaev
- Aleksandr Nikora
- Dmitry Fedorov
- Konstantin Igropulo
- Michail Gromow

Ersatz:
- Mihail Komarov
- Dmitriy Kuropyatnikov
- Yuriy Lebedev
- Vitaliy Ryahovskiy
- Andrei Filippov
- Alexei Fomenko

### Spanien
- 1 Javier García Gómez (BM Puertollano)
- 4 Alberto Cervera Rodríguez (BM Alcobendas)
- 5 Sebastián Hernández Lopez (BM Telde)
- 6 Juan Carlos Zapardiel Cortes (Universidad Alcala)
- 7 Pedro Bago Rascon (Universidad Granada)
- 8 José Fernández Goma (BM Los Barrios)
- 10 Javier de las Cuevas Macias (BM Gades)
- 12 Armand Torrego Gonzalez (Algeciras BM)
- 13 Jaime Fernández Osborne (Universidad Alcala)
- 14 Tomás Jesús Ramírez Tirado (BM Barbate)

Ersatz:
- David Rivas (BM Barbate)
- Manuel Bernal (BM Gades)
- Ricardo Donaire (Alcobendas)
- Óscar Perales (Ademar León)

Stab:
- Trainer: Fernando Posada Novoa
- Co-Trainerin: Susana Gonzalo Martínez
- Betreuer: Francisco Aguilera Bauza

### Türkei
- 1 İbrahim Demir (TW) (Maliye Milli Piyango SK)
- 2 Tolga Özbahar
- 3 Cem Gülsün (Maliye Milli Piyango SK)
- 4 Ozan Erkesen (Maliye Milli Piyango SK)
- 5 Hüseyin Şenoğlu
- 6 Cafer Dalgıç (Besiktas JK Istanbul)
- 7 Önder Acar (Halkbank Spor Kulübü)
- 8 Ramazan Döne (Çankaya Belediyesi Ankara)
- 9 Berk Özkök'ten (Halkbank Spor Kulübü)
- 10 Suat Mutaf (Bursa Nilüfer Belediyespor)

Ersatz:
- Hüseyin Taşcan (TW) (Çankaya Belediyesi Ankara)
- Mesut Ilgın (Çankaya Belediyesi Ankara)
- Bertan Duran (Polis Gücü Hentbol)
- Okan Yalçıner (Maliye Milli Piyango SK)
- Şenol Boyer (Maliye Milli Piyango SK)
- Nesih Çakar (Halkbank Spor Kulübü)
- Nihat Çelik (Halkbank Spor Kulübü)
- Özgür Eryılmaz (Halkbank Spor Kulübü)
- Oğuzhan Büyük (Trabzon Belediyespor)

Stab:
- Trainer: Korhan Özgül
- Co-Trainer: Müfit Ural
- Betreuer: Burak Tezcan, Cüneyt Şensoy